# كارلوس بلانكو غاليندو
كارلوس بلانكو غاليندو (بالإسبانية: Carlos Blanco Galindo) (و. 1882 – 1946 م) هو سياسي من بوليفيا ولد في كوتشابامبا.
تولى منصب رئيس بوليفيا .